# پابلو ریچتی
پابلو ریچتی (انگلیسی: Pablo Ricchetti؛ زادهٔ ۲ ژانویهٔ ۱۹۷۷) مربی فوتبال اهل آرژانتین است. او دستیار فعلی باشگاه جوهر دارالتعظیم در سوپر لیگ مالزی زیر نظر هموطن خود استبان سولاری است.